# Эрлер, Райнер
Хорст Райнер Эрлер (нем. Horst Rainer Erler; 26 августа 1933, Мюнхен, Третий Рейх — 8 ноября 2023, Перт, Австралия) — немецкий режиссёр, сценарист, писатель и продюсер.

## Биография
Эрлер родился в Мюнхене, вырос в Зольне и начал работать в киноиндустрии в качестве помощника режиссёра Рудольфа Югерта, на этой должности он проработал восемь лет. За свою карьеру он поставил более 40 художественных фильмов и пять театральных постановок, написал 14 романов и более двух десятков рассказов.
В 1972 году Райнер Эрлер вместе со своей женой Ренатой основал продюсерскую компанию Pentagramma. Его международный прорыв произошёл в 1979 году с телевизионным триллером Тайна мотеля «Медовый месяц», положившим начало карьере Ютты Шпайдель. Фильм был продан в более чем 120 странах и даже вышел в прокат во многих из них. Его фильмы часто характеризовались оригинальной смесью эксплуатации, научной фантастики и политических тем.
Работая до 2000 года, за свою карьеру Эрлер получил множество наград и почестей, в частности, Немецкую научно-фантастическую премию и орден «За заслуги перед Федеративной Республикой Германия». В последние годы жизни он переехал в Перт, Австралия, где и умер 8 ноября 2023 года в возрасте 90 лет.

## Избранная фильмография
- Душевные странствия[нем.] (1962, телефильм)
- Особый отпуск (1963, телефильм)
- Ведьмы (1963, телефильм) — по мотивам одноимённой пьесы Эдгара Уоллеса
- Ордена для вундеркиндов[нем.] (1963, телефильм)
- Лидия должна умереть[нем.] (1964, телефильм) — по роману Стивена Рэнсона[фр.] Ложная награда
- Скважина, или Бавария — это не Техас[нем.] (1966, телефильм)
- Просто герой[нем.] (1967)
- Борьба до конца (1968, телефильм)
- Профессор Колумбус[нем.] (1968)
- Убийца (1969, телефильм)
- Делегация[нем.] (1970, телефильм)
- Ян Биллбуш[нем.] (1972, телесериал, 16 серий)
- Подросток (1972, телефильм) — по роману Андерса Бодельсена[англ.] Загадай число
- Голубой дворец[англ.] (1974—1976, телесериал, 5 серий)
- Ди Хальде[нем.] (1975, телефильм)
- Последние каникулы[нем.] (1975, телефильм)
- Операция «Ганимед»[нем.] (1977, телефильм)
- Плутоний[нем.] (1978, телефильм)
- Тайна мотеля «Медовый месяц» (1979, телефильм)
- Принц города[англ.] (1980, телефильм)
- Пятно, или Почти карьера[нем.] (1981, телефильм)
- Прекрасный конец этого мира[нем.] (1984, телефильм)
- Новости — О путешествии в светлое будущее (1986, телефильм)
- Сахар[нем.] (1989, телефильм)
- Записки Кальтенбаха[нем.] (1991, телефильм)